# Senegals regioner
Senegal är indelat i 14 regioner (régions, singular – région).

Senegals regioner

| Region      | Huvudstad   | Yta (km²) | Invånare (2001) |
| ----------- | ----------- | --------- | --------------- |
| Dakar       | Dakar       | 550       | 2.411.528       |
| Diourbel    | Diourbel    | 4359      | 930.008         |
| Fatick      | Fatick      | 7935      | 639.075         |
| Kaffrine    | Kaffrine    | 11.853    | 441.779         |
| Kaolack     | Kaolack     | 4157      | 686.349         |
| Kédougou    | Kédougou    | 16.896    | 75.331          |
| Kolda       | Kolda       | 13.718    | 436.138         |
| Louga       | Louga       | 29.188    | 559.268         |
| Matam       | Matam       | 25.083    | 291.555         |
| Saint-Louis | Saint-Louis | 19.044    | 571.885         |
| Sédhiou     | Sédhiou     | 7293      | 398.615         |
| Tambacounda | Tambacounda | 42.706    | 455.001         |
| Thiès       | Thiès       | 6601      | 1.348.637       |
| Ziguinchor  | Ziguinchor  | 7339      | 557.606         |